# 어썰트 13
《어썰트 13》(영어: Assault on Precinct 13, 프랑스어: Assaut sur le central 13)은 프랑스와 미국에서 제작된 장프랑수아 리셰 감독의 2005년 액션 스릴러 영화이다. 이선 호크, 로런스 피시번 등이 출연하였고, 파스칼 코슈퇴 등이 제작에 참여하였다. 1976년에 개봉한 동명 영화를 리메이크하였다.

## 줄거리
한겨울에 범죄자들을 교도소로 호송하던 버스는 폭풍을 만나자 곧 닫힐 예정인 디트로이트 13번 관할 경찰서에 정차한다. 통신 수단이 모두 끊긴 가운데 무장한 무리가 경찰서를 공격하고, 경사 제이크는 생존을 위해 범죄자들과 힘을 합친다.

## 출연진
- 이선 호크 - 제이크 로닉 경사 역
- 로런스 피시번 - 매리언 비숍 역
- 존 레귀자모 - 벡 역
- 마리아 벨로 - 앨릭스 세이비언 의사 역
- 제프리 “자 룰” 앳킨스 - 스마일리 역
- 드레이아 더머테이오 - 아이리스 페리 역
- 맷 크레이븐 - 케빈 캐프라 경관 역
- 브라이언 데너히 - 재스퍼 오셰이 경관 역
- 게이브리얼 번 - 마커스 듀발 경감 역
- 킴 코츠 - 로즌 보안관보 역
- 도리언 헤어우드 - 길 보안관보 역
- 커리 그레이엄 - 마이크 커하너 경위 역
- 타이터스 웰리버 - 밀로스 역
- 휴 딜런 - 토니 역
- 아이샤 하인즈 - 애나 역

## 기타 제작진
- 공동 제작: 제임스 더모너코
- 배역: 케리 바든, 로빈 D. 쿡
- 미술: 폴 데넘 오스터베리
- 의상: 비키 그레이프, 조지나 야히

## 우리말 녹음
SBS 성우진 (2010년 11월 6일)
- 안지환 - 제이크 로닉(이선 호크)
- 김기현 - 매리언 비숍(로런스 피쉬번)
- 송준석 - 마커스 듀발(게이브리얼 번)
- 김옥경 - 아이리스 페리(드레이아 더머테이오)
- 이종구 - 재스퍼 오셰이(브라이언 데너히)
- 이상범 - 길(도리언 헤어우드)
- 정재헌 - 스마일리(제프리 “자 룰” 앳킨스) / 토니(휴 딜런)
- 윤성혜 - 앨릭스 세이비언(마리아 벨로)
- 변종필 - 캐프라(맷 크레이븐)
- 엄상현 - 벡(존 레귀자모) / 레이(풀비오 세서레이)
- 임채헌 - 마이크(커리 그레이엄)
- 유상우 - 애나(아이샤 하인즈) / 코럴(제시카 그레코)
- 심승한 - 로즌(킴 코츠) / 마약범(티그 퐁)